# Monumento a los Héroes de Taxdirt
El Monumento a los Héroes de Taxdirt es un monumento de la ciudad española de Melilla. Está situado en la Plaza de Pedro Segura en el Ensanche Modernista de la ciudad, y forma parte del Conjunto Histórico Artístico de la Ciudad de Melilla, un Bien de Interés Cultural.

## Historia

### Monumento a los héroes de Taxdirt
Fue realizado en 1910 para conmemorar a los héroes de las Cargas de Taxdirt, un episodio de la guerra de Melilla ocurrido el 20 de septiembre de 1909, en el que gracias a la valentía del teniente coronel José Cavalcanti, premiado con la Laureada de San Fernando, máxima distinción militar, se salvaron numerosos soldados de una muerte segura, y por tanto fue instalado en el lugar de los hechos.
El 9 de julio de 1909, una cuadrilla de obreros del ferrocarril es atacada por miembros de las cábilas rebeldes falleciendo dos de sus componentes. Este hecho y su posterior respuesta, dirigida por el entonces Comandante General de Melilla, General Marina, marcan los inicios de la denominada “Campaña de 1909” en la que se encuadran los hechos que dieron lugar al monumento a los héroes de Taxdirt.

Transcurre el verano de 1909 en el Protectorado español, entre operaciones militares de distinto signo, cuando el General Marina idea una maniobra, cuya finalidad era avanzar, con una Brigada Mixta, a cargo del General Morales, por el Oeste, hasta alcanzar el poblado de Taurit y dominar así las lomas de Taxdirt. Mientras, otra Brigada, a cargo del General Alfau, avanzaba hacia Nador.[cita requerida]
Fue visitada en enero de 1911 por el rey Alfonso XIII en su viaje a Melilla y los alrededores.
En 1956 con la independencia de Marruecos se traslada a Melilla en piezas, siendo depositado en el Regimiento de Ingenieros y aunque en 1958 el Ayuntamiento de Melilla piensa ubicar algunos monumentos militares en espacios públicos y este se decide ubicar delante del Cementerio Municipal de la Purísima Concepción, finalmente no se lleva a cabo y en 1967 la Comandancia General de Melilla lo instala en el Cuartel Primo de Rivera del Regimiento Acorazado Alcantara 10, añadiéndose la Laureada de San Fernando a su parte trasera.
En 2013 una orden ministerial lo se cede temporalmente a la Ciudad Autónoma de Melilla, que lo desmonta, restaura y lo coloca en la Plaza de Pedro Segura, siendo reinaugurado el 20 de abril de 2013, con una parada militar presidida por el comandante general de Melilla, con el presidente de la Ciudad Autónoma de Melilla, el delegado del Gobierno y los diputados y senadores de Melilla.

## Descripción

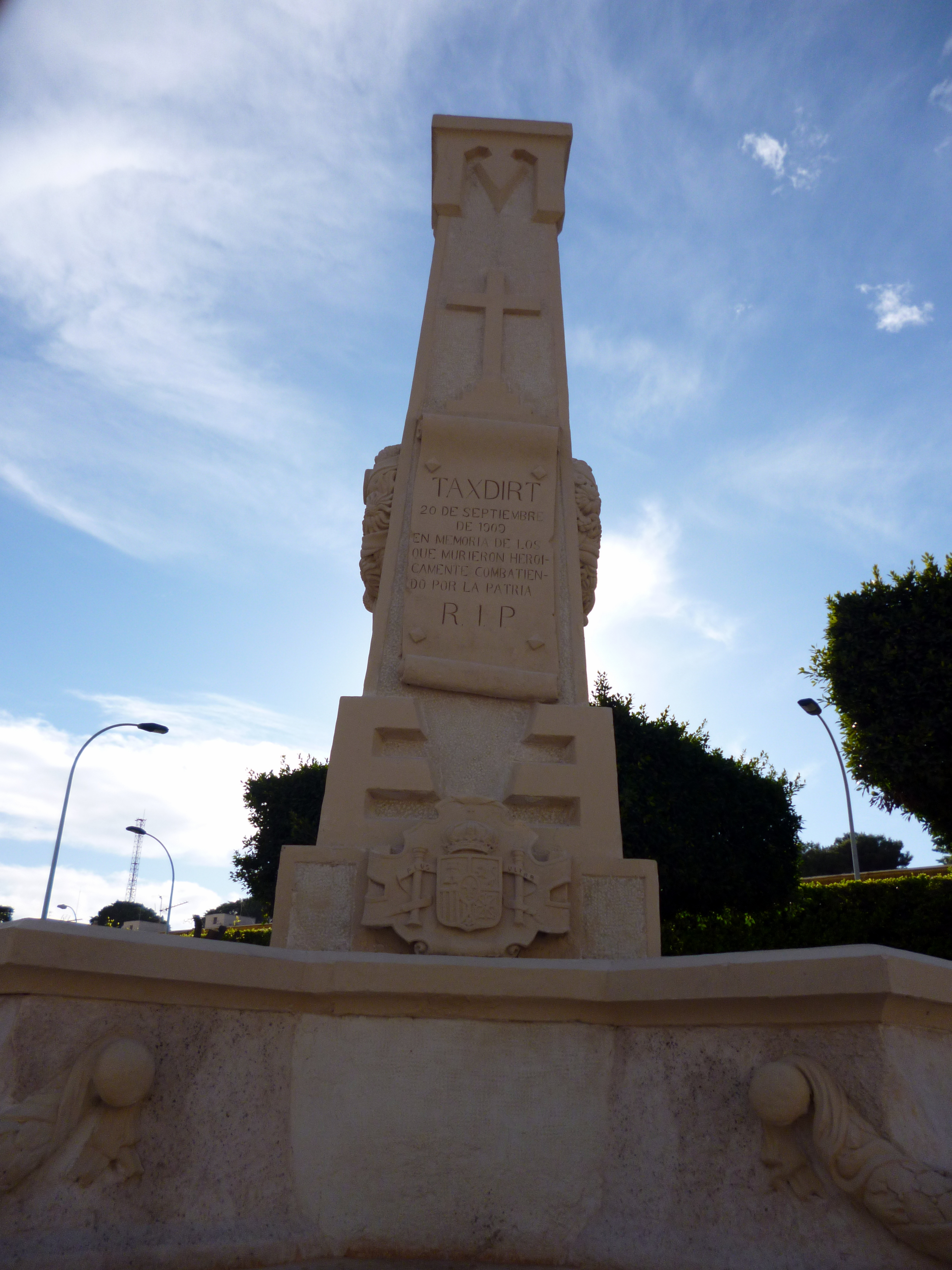
Monumento a los Héroes de Taxdirt

Está construido en piedra blanca, y consta de un monolito sobre una grada circular de piedra.
En su cartela delantera aparece la leyenda
Taxdirt 20 de septiembre de 1909. En memoria de los que murieron heroicamente combatiendo por la patria R.I.P
y en la trasera
El 20 de Septiembre inicia su marcha la columna del General Morales que progresa sin especiales dificultades, hasta que al llegar a las cercanías de la loma de Tamisunt , la punta de vanguardia de la columna queda frenada en seco sorpresivamente por la acción envolvente de las cábilas rebeldes. Es en este momento, cuando se impone una acción rápida de la caballería en su ayuda, el Teniente Coronel Cavalcanti, al mando de un escuadrón del Regimiento de Cazadores de caballería Alfonso XII Nº 21 de apenas 70 hombres, carga sobre el enemigo hasta en dos ocasiones consiguiendo aliviar la presión sobre las tropas propias, a la vez que el General Morales ejecuta un ordenado repliegue hacia las lomas y arenales de Taxdirt, dónde mantiene la posición, estableciéndose en defensiva.